# Nu Skin
Nu Skin Enterprises è una società commerciale americana che sviluppa e vende prodotti per la cura della persona e integratori alimentari con i marchi Nu Skin e Pharmanex. Nu Skin è stata fondata nel 1984 a Provo, nello Utah e ha avviato le proprie attività all'estero per la prima volta in Canada nel 1990. Un anno dopo, la società ha iniziato ad operare in Asia con l'apertura della sede di Hong Kong. Nel 1996, la società è stata ammessa alla quotazione sulla Borsa di New York . La società commercializza i suoi prodotti in 54 mercati attraverso una rete di circa 1,2 milioni di distributori indipendenti.
La distribuzione dei prodotti avviene mediante un'organizzazione dinamica di persone fisiche e società che accedono gratuitamente alla rete di vendita in qualità di clienti, membri o affiliati.

## Marchi e prodotti
Con i marchi Nu Skin e Pharmanex, l'azienda sviluppa e vende oltre 200 prodotti per la cura della persona il cui obiettivo è aiutare le persone a sembrare e sentirsi più giovani.
Nel 1998, Nu Skin ha acquisito Generation Health, la società madre della società Pharmanex di integratori alimentari.
Nel 2009, Nu Skin ha iniziato a lavorare con LifeGen Technologies, un'azienda di genomica con sede a Madison, Wisconsin. Nu Skin ha acquisito LifeGen a dicembre 2011. NuSkins afferma che il database genetico di LifeGen ha contribuito allo sviluppo dei prodotti Nu Skin, lanciando il marchio ageLOC.